# FIBA Asia Champions Cup 2004
La FIBA Asia Champions Cup 2004 è stata la quindicesima edizione della massima competizione continentale per club di basket dell'Asia organizzata dalla FIBA Asia; la prima con la denominazione di FIBA Asia Champions Cup. 
Il torneo, a cui hanno preso parte 10 squadre provenienti da altrettante nazioni, si è svolto negli Emirati Arabi Uniti dal 14 al 22 maggio 2004, presso lo Sharjah Sports Club Court di Sharja dove si sono giocate tutte le partite.
Ad aggiudicarsi il trofeo fu la squadra del Libano del Sagesse Beirut, la quale sconfisse nella finale i campioni uscenti dell'Al Wahda Damasco con il risultato di 72-70. Grazie a questo trionfo il Sagesse Beirut vinse per la terza volta nella sua storia la competizione, dopo le vittorie del 1999 e del 2000, diventando la prima squadra a raggiungere questo traguardo nella FIBA Asia Champions Cup.

## Squadre Partecipanti
| Squadre FIBA Asia Champions Cup 2004 | Squadre FIBA Asia Champions Cup 2004 |
| ------------------------------------ | ------------------------------------ |
| Al-Sharjah                           | Young Cagers                         |
| Sagesse Beirut                       | Al Manama                            |
| Al Wahda Damasco                     | Mediatrix Telecom                    |
| Al-Rayyan Doha                       | Sangmu Phoenix                       |
| Al Kuwait                            | Petronas                             |

## Fase a gironi

### GruppoA
| Squadra           | Par. | V | S | PF  | PS  | DP   | Pun. |
| ----------------- | ---- | - | - | --- | --- | ---- | ---- |
| Al Wahda Damasco  | 4    | 4 | 0 | 425 | 265 | +160 | 8    |
| Al-Sharjah        | 4    | 3 | 1 | 354 | 301 | +53  | 7    |
| Al Manama         | 4    | 2 | 2 | 363 | 361 | +2   | 6    |
| Young Cagers      | 4    | 1 | 3 | 254 | 373 | −119 | 5    |
| Mediatrix Telecom | 4    | 0 | 4 | 295 | 391 | −96  | 4    |

### Gruppo B
| Squadra        | Par. | V | S | PF  | PS  | DP  | Pun. | Tie-break |
| -------------- | ---- | - | - | --- | --- | --- | ---- | --------- |
| Al-Rayyan Doha | 4    | 3 | 1 | 398 | 252 | +46 | 7    | 1–0       |
| Sangmu Phoenix | 4    | 3 | 1 | 358 | 317 | +41 | 7    | 0–1       |
| Sagesse Beirut | 4    | 2 | 2 | 360 | 345 | +14 | 6    |           |
| Petronas       | 4    | 1 | 3 | 312 | 383 | −71 | 5    | 1–0       |
| Al Kuwait      | 4    | 1 | 3 | 337 | 367 | −30 | 5    | 0–1       |

## Fase Finale

### Tabellone principale
|  | Quarti di finale 20 maggio | Quarti di finale 20 maggio | Quarti di finale 20 maggio |                  |              | Semifinali 21 maggio | Semifinali 21 maggio | Semifinali 21 maggio |  |  | Finale 22 maggio | Finale 22 maggio | Finale 22 maggio |
|  |                            |                            |                            |                  |              |                      |                      |                      |  |  |                  |                  |                  |
|  | 3B                         | Sagesse Beirut             | 82                         |                  |              |                      |                      |                      |  |  |                  |                  |                  |
|  | 2A                         | Al-Sharjah                 | 78                         |                  |              |                      |                      |                      |  |  |                  |                  |                  |
|  | 2A                         | Al-Sharjah                 | 78                         |                  | 3B           | Sagesse Beirut       | 87                   |                      |  |  |                  |                  |                  |
|  |                            |                            |                            |                  | 3B           | Sagesse Beirut       | 87                   |                      |  |  |                  |                  |                  |
|  |                            | 1A                         | Al-Rayyan Doha             | 69               |              |                      |                      |                      |  |  |                  |                  |                  |
|  | 4A                         | 1A                         | Al-Rayyan Doha             | 69               | Young Cagers | 64                   |                      |                      |  |  |                  |                  |                  |
|  | 4A                         |                            |                            |                  | Young Cagers | 64                   |                      |                      |  |  |                  |                  |                  |
|  | 1B                         | Al-Rayyan Doha             | 102                        |                  |              |                      |                      |                      |  |  |                  |                  |                  |
|  |                            |                            |                            |                  |              |                      |                      |                      |  |  | 3B               | Sagesse Beirut   | 72               |
|  |                            |                            | 1A                         | Al Wahda Damasco | 70           |                      |                      |                      |  |  |                  |                  |                  |
|  | 3A                         | Al Manama                  | 75                         |                  |              |                      |                      |                      |  |  |                  |                  |                  |
|  | 2B                         | Sangmu Phoenix             | 86                         |                  |              |                      |                      |                      |  |  |                  |                  |                  |
|  | 2B                         | Sangmu Phoenix             | 86                         |                  | 2B           | Sangmu Phoenix       | 89                   |                      |  |  |                  |                  |                  |
|  |                            |                            |                            |                  | 2B           | Sangmu Phoenix       | 89                   |                      |  |  |                  |                  |                  |
|  |                            | 1A                         | Al Wahda Damasco           | 99               |              |                      |                      |                      |  |  |                  |                  |                  |
|  | 4B                         | 1A                         | Al Wahda Damasco           | 99               | Petronas     | 68                   |                      |                      |  |  |                  |                  |                  |
|  | 4B                         |                            |                            |                  | Petronas     | 68                   |                      |                      |  |  |                  |                  |                  |
|  | 1A                         | Al Wahda Damasco           | 100                        |                  |              |                      |                      |                      |  |  |                  |                  |                  |

### Tabellone 5º- 8º posto
|  | Semifinali 21 maggio | Semifinali 21 maggio | Semifinali 21 maggio |           |            | Finale 5º posto 22 maggio | Finale 5º posto 22 maggio | Finale 5º posto 22 maggio |  |
|  |                      |                      |                      |           |            |                           |                           |                           |  |
|  | Al-Sharjah           | Al-Sharjah           | 89                   |           |            |                           |                           |                           |  |
|  | Al-Sharjah           | Al-Sharjah           | 89                   |           |            |                           |                           |                           |  |
|  | Young Cagers         | Young Cagers         | 62                   |           |            |                           |                           |                           |  |
|  | Young Cagers         | Young Cagers         | 62                   |           | Al-Sharjah | Al-Sharjah                | 83                        |                           |  |
|  |                      |                      |                      |           | Al-Sharjah | Al-Sharjah                | 83                        |                           |  |
|  |                      |                      | Al Manama            | Al Manama | 76         |                           |                           |                           |  |
|  | Al Manama            | Al Manama            | Al Manama            | Al Manama | 76         | 94                        |                           |                           |  |
|  | Al Manama            | Al Manama            |                      |           |            | 94                        |                           |                           |  |
|  | Petronas             | Petronas             | 88                   |           |            | Finale 7º posto 22 maggio | Finale 7º posto 22 maggio | Finale 7º posto 22 maggio |  |
|  | Petronas             | Petronas             | 88                   |           |            |                           |                           |                           |  |
|  |                      |                      |                      |           |            |                           |                           |                           |  |
|  |                      |                      |                      |           |            | Young Cagers              | Young Cagers              | 94                        |  |
|  |                      |                      |                      |           |            | Young Cagers              | Young Cagers              | 94                        |  |
|  |                      |                      |                      |           |            | Petronas                  | Petronas                  | 95                        |  |

### Finale Terzo posto
| Sharja 22 maggio 2004, ore 19:00 UTC+4 Finale Terzo posto | Al-Rayyan Doha | 82 – 80 (19-20, 42-38, 59-58) referto | Sangmu Phoenix | Sharjah Sports Club Court |

### Finale
| Sharja 22 maggio 2004, ore 21:00 UTC+4 Finale                                                   | Sagesse Beirut | 72 – 70 (21-16, 37-35, 51-53) referto | Al Wahda Damasco | Sharjah Sports Club Court |
| \| \| \| \| \| Beshara 26 Chatfield 16 Louis 14 \| Punti \| 26 Pitts 13 Abou Saada 12 Zeidan \| |                |                                       |                  |                           |
|                                                                                                 |                |                                       |                  |                           |
| Beshara 26 Chatfield 16 Louis 14                                                                | Punti          | 26 Pitts 13 Abou Saada 12 Zeidan      |                  |                           |

| FIBA Asia Champions Cup 2004 |
| ---------------------------- |
| Sagesse Beirut 3º Titolo     |

## Classifica finale
| Posizione | Squadra           | Record |
| --------- | ----------------- | ------ |
|           | Sagesse Beirut    | 5–2    |
|           | Al Wahda Damasco  | 6–1    |
|           | Al-Rayyan Doha    | 5–2    |
| 4°        | Sangmu Phoenix    | 4–3    |
| 5°        | Al-Sharjah        | 5–2    |
| 6°        | Al Manama         | 3–4    |
| 7°        | Petronas          | 2–5    |
| 8°        | Young Cagers      | 1–6    |
| 9°        | Al Kuwait         | 2–3    |
| 10°       | Mediatrix Telecom | 0–5    |